# Plan de Acción Integral Conjunto
El Plan de Acción Integral Conjunto (PAIC) (en inglés: Joint Comprehensive Plan of Action, JCPOA; en persa: برنامه جامع اقدام مشترک‎; برجام), es un acuerdo internacional sobre el programa nuclear de Irán establecido en Viena el 14 de julio de 2015 entre Irán, los P5+1 (los cinco miembros permanentes del Consejo de Seguridad de las Naciones Unidas —China, Francia, Rusia, Reino Unido, Estados Unidos— sumados a Alemania), y la Unión Europea.
Las negociaciones del Plan de Acción Integral Conjunto sobre el programa nuclear iraní empezaron con la adopción del Plan de Acción Conjunto, un acuerdo inicial firmado en noviembre de 2013 entre Irán y los países del P5+1. Durante los siguientes veinte meses, Irán y los países de P5+1 llevaron a cabo negociaciones que culminaron en abril de 2015 con un acuerdo marco sobre el programa nuclear de Irán. El 14 de julio de 2015, Irán y P5+1 acordaron el plan definitivo.
Según el acuerdo, Irán acordó eliminar sus reservas de uranio enriquecido medio, disminuir sus reservas de uranio enriquecido bajo un 98 % y reducir en dos tercios sus centrifugadoras de gas durante trece años. A lo largo de los quince años siguientes, Irán solo enriquecería uranio hasta un 3,67 %. Irán también acordó no construir ningún reactor nuclear nuevo de agua pesada durante el mismo período de tiempo. El enriquecimiento de uranio se limitaría a una sola instalación que utilizase centrifugadoras de primera generación durante diez años. Otras instalaciones serían transformadas para evitar los riesgos de la proliferación nuclear.
Para vigilar y verificar el cumplimiento del acuerdo por parte de Irán, el Organismo Internacional de Energía Atómica (OEIA) tendría acceso regular a todas las instalaciones nucleares iraníes. El acuerdo establecía que, en compensación por sus compromisos, Irán sería aliviado de las sanciones económicas que le habían impuesto los Estados Unidos, la Unión Europea y el Consejo de Seguridad de las Naciones Unidas.
En mayo de 2018, el presidente de los Estados Unidos Donald Trump, anunció la retirada de su país del acuerdo, y el restablecimiento de las sanciones a Irán.